# Santa Maria del Camí
Santa Maria del Camí, en catalan et officiellement (Santa María del Camino en castillan), est une commune de l'île de Majorque dans la communauté autonome des Îles Baléares en Espagne. Elle est située à l'ouest de l'île et fait partie de la comarque du Raiguer.

## Géographie

Localisation de l'île Majorque dans les Îles Baléares.
Localisation de Santa Maria del Camí dans l'île de Majorque.
Localisation de la comarque du Raiguer dans l'île de Majorque.

Entourée par Marratxí, Consell et Santa Eugènia, Santa Maria del Camí est située à 2 km au nord-est de Marratxí la plus grande ville à proximité.

## Toponymie
Le nom de Santa Maria del Camí est apparu vers 1280, ce nom vient de la paroisse dédiée à l'ancien Coanegra et Canarrossa
L'église était située dans le vieux village de Maui, qui en arabe signifie « la voie » et qui décrit, sans doute la route traversant Muro.

## Histoire
Les premières traces de la culture trouve dans la période pré-talayotique (entre 3000 et 1400 av. J.-C.), dont les restes sont situés au pied nord des montagnes de Tramuntana. Le site le plus célèbre est la Cova des Moro. Découvert en 1903, il contient une grotte funéraire du Bronze ancien.
Dans la période initiale talayotique (1400-800 av. J.-C.), il y a une diversification de la population formant deux noyaux : l'un au nord serait l'évolution du noyau pré-talayotiques ci-dessus, et une nouvelle colonie beaucoup plus répandue. À la fin de la période talayotique (800-123 av. J.-C.), en plus d'influences culturelles externes (en particulier punique et romaine), on assiste à une augmentation de la population avec l'extension des colonies de peuplement.

## Culture locale et patrimoine

### Personnalités liées à la commune
- Antonio Gelabert (1921-) : coureur cycliste né à Santa Maria del Camí.